# Pareurythoe pitipanaensis
Pareurythoe pitipanaensis är en ringmaskart som beskrevs av Silva 1965. Pareurythoe pitipanaensis ingår i släktet Pareurythoe och familjen Amphinomidae. Inga underarter finns listade i Catalogue of Life.